# Герпес
Ге́рпес (от греч. ἕρπης [herpes] — лишай, греч. ἕρπω — ползти) — группа вирусных заболеваний с характерным высыпанием сгруппированных пузырьков на коже и слизистых, вызываемые герпесвирусами.

## Описание
Наиболее часто вирус поражает:
- кожу, глаза (конъюнктивит, кератит),
- наружные половые органы

В тяжёлых случаях болезни возможно поражение центральной нервной системы с развитием герпетического менингита и энцефалита.
Развитию заболевания способствуют переохлаждение, снижение сопротивляемости организма. Возможен герпес и в жаркое время при перегревании организма.
У человека встречается 8 типов вирусов герпеса:
1. Вирус простого герпеса 1-го типа — вызывает простой герпес, являющийся причиной пузырьков на губах («простуды»).
2. Вирус простого герпеса 2-го типа — вызывает генитальный герпес, в большинстве случаев вызывающий генитальные проблемы.
3. Вирус ветряной оспы — вызывает ветряную оспу (ветрянку) и опоясывающий лишай (herpes zoster), вирус 3 типа.
4. Вирус Эпштейна — Барр — вызывает заболевание инфекционный мононуклеоз, вирус 4 типа.
5. Цитомегаловирус — вызывает цитомегаловирусную инфекцию, вирус 5 типа.

Значение 6, 7 и 8 типов до конца не ясно. Полагают, что они играют роль в синдроме хронической усталости, появлении внезапной сыпи.

## Происхождение вирусов-возбудителей герпеса
Установлено, что вирусы простого герпеса 1-го и 2-го типов имеют африканское происхождение и вышли за пределы континента в относительно недавнем историческом прошлом (5000 и 300 лет назад соответственно), что свидетельствует об отсутствии связи распространения вирусов герпеса и миграций Homo sapiens за пределы Африки в доисторическом прошлом человечества. Не установлено, каким образом вирус простого герпеса 1-го типа распространился в человеческой популяции, в то время как предполагается, что вирус простого герпеса 2-го типа вышел за пределы Африки благодаря расцвету работорговли, начавшемуся в конце XVII века. В пользу такого предположения свидетельствует то, что половая форма герпеса заметно чаще встречается в странах Нового Света, чем в Евразии, а также генетическая близость между африканскими и американскими разновидностями вируса простого герпеса 2-го типа.
Вирусы-возбудители герпеса инфицировали представителей рода Homo задолго до появления современного человека и, по всей видимости, ведут своё происхождение от вирусов, вызывающих герпесоподобные заболевания у шимпанзе (в период от 1,5 до 3 млн лет назад они преодолели межвидовой барьер между шимпанзе и древними гоминидами).

## Симптомы
Простой герпес (Herpes simplex) — группа скученных пузырьков с прозрачным содержимым на воспалённом основании. Герпесу предшествует зуд, жжение кожи, иногда озноб, недомогание.
Опоясывающий лишай (Herpes zoster) — характеризуется болью по ходу нерва, головной болью. Через несколько дней на участке кожи по ходу нерва появляются высыпания в виде сгруппированных пузырьков сначала с прозрачным, а позже гнойным кровянистым содержимым. Увеличиваются лимфатические узлы, повышается температура тела, нарушается общее состояние. Невралгические боли могут держаться до нескольких месяцев.

## Патогенез
Вирус герпеса передаётся непосредственным контактным путём, а также посредством предметов обихода. Согласно ВОЗ (Всемирной организации здравоохранения) вирус простого герпеса 1-го типа (ВПГ-1) передается главным образом через оральный контакт и вызывает оральную герпетическую инфекцию вследствие контакта с вирусом ВПГ-1 в простудных пузырьках, слюне и на поверхностях во рту или вокруг рта. Однако вследствие орально-генитального контакта ВПГ-1 может также попасть на генитальную область и вызвать генитальный герпес. О иных способах передачи (ВПГ-1) ВОЗ не сообщает.

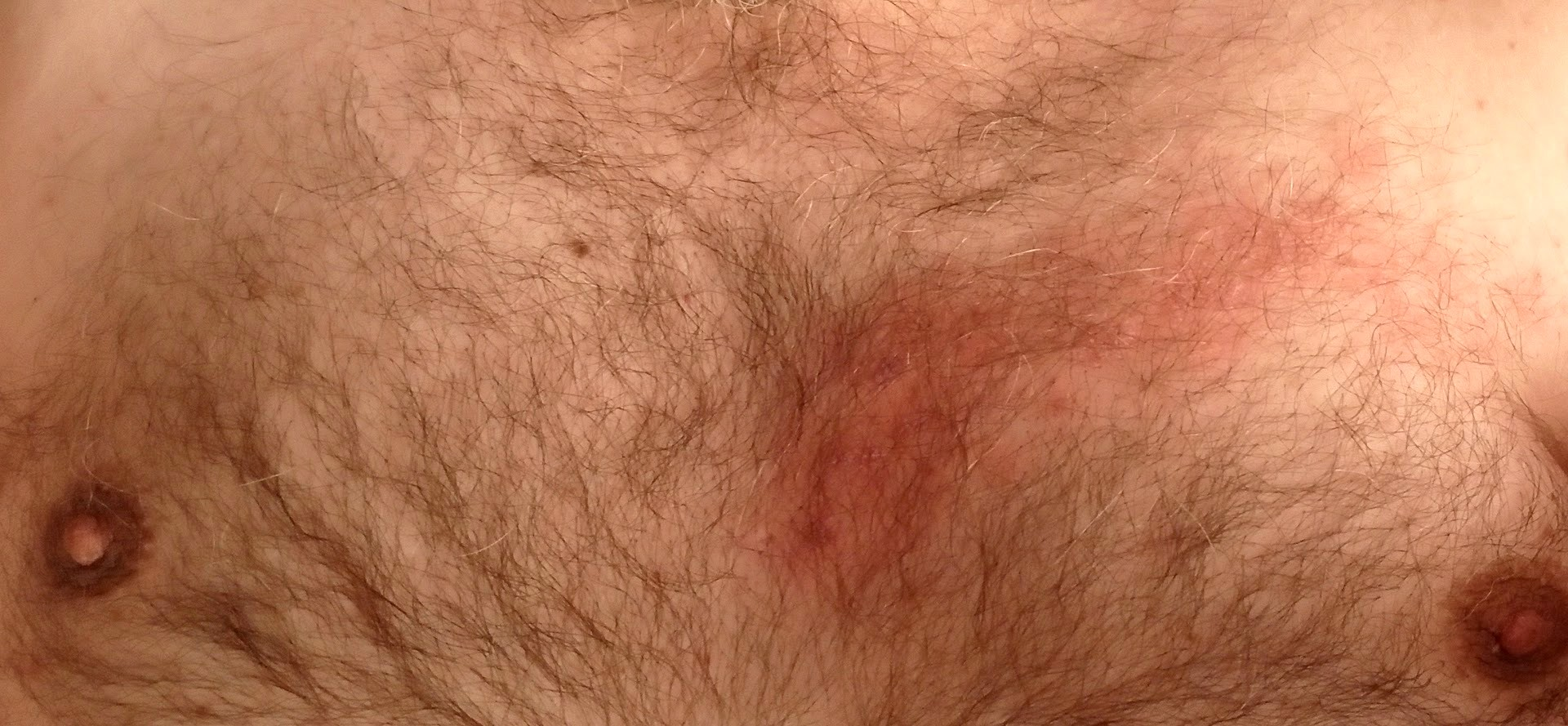
Герпес на груди

Возможна также передача инфекции воздушно-капельным путём. Герпес проникает через слизистые оболочки полости рта, верхних дыхательных путей и половых органов. Преодолев тканевые барьеры, вирус попадает в кровь и лимфу. Затем попадает в различные внутренние органы.
Вирус проникает в чувствительные нервные окончания и встраивается в генетический аппарат нервных клеток. После этого удалить вирус из организма невозможно, он останется с человеком на всю жизнь. Иммунная система реагирует на проникновение герпеса выработкой специфических антител, блокирующих циркулирующие в крови вирусные частицы. Характерно пробуждение инфекции в холодное время года, при простудных заболеваниях, при гиповитаминозе. Размножение герпеса в клетках эпителия кожи и слизистых оболочек приводит к развитию дистрофии и гибели клеток.
Согласно исследованиям учёных Колумбийского университета, герпес является стимулирующим фактором для развития болезни Альцгеймера.
Позднее эти данные были независимо подтверждены исследователями из Манчестерского университета. Ранее та же группа исследователей под руководством Рут Ицхаки доказала, что вирус простого герпеса обнаруживается в мозге почти 70 % пациентов с болезнью Альцгеймера. Кроме того, они подтвердили, что при инфицировании вирусом культуры клеток мозга происходит значительное увеличение уровня бета-амилоида, из которого и формируются бляшки. В ходе последнего исследования учёные смогли выяснить, что 90 % бляшек в мозге пациентов с болезнью Альцгеймера содержат ДНК простого герпеса — ВПГ-1.

## Лечение
Вирусы простого герпеса неустойчивы к действию физических и химических факторов, легко разрушаются под действием ультрафиолетовых и рентгеновских лучей, чувствительны к этиловому спирту, эфиру. При низких температурах (-20-70 °С) вирус сохраняется десятилетиями. Существуют также препараты, которые при регулярном приёме способны эффективно подавлять симптомы заражения вирусом, его размножение и развитие (то есть повышать качество жизни больного):
- Ацикловир (Zovirax, Зовиракс и многочисленные дженерики). Противовирусный препарат, препятствующий размножению вируса в клетках. Лекарственная форма — таблетки, мазь, крем и раствор для инъекций. Относительно дёшев, эффективен для большинства пациентов.
- Валацикловир В большинстве случаев полностью подавляет симптомы вируса и его биологическую активность, блокирует его размножение и с высокой вероятностью предотвращает передачу вируса другим партнёрам при контактах. В настоящее время на Западе этот препарат наряду с пенцикловиром является основным средством для лечения герпеса.[10]
- Фамцикловир (Фамвир, Famvir). Пероральная форма пенцикловира. Эффективен в отношении штаммов вируса Herpes zoster и Herpes simplex (в том числе устойчивых к ацикловиру и имеющих изменённую ДНК-полимеразу). Принцип действия схож с ацикловиром и валацикловиром. Обладает высокой эффективностью.
- Докозанол (Эразабан, Herpanit)[11]. Многоатомный насыщенный спирт, содержится в составе поликозанола. Используется в косметической промышленности в качестве смягчителя и эмульгатора. Обладает также противовирусными свойствами,[12][13] эффективность подтверждена плацебо-контролируемыми исследованиями FDA в 2000 году[14].
- Тромантадин (Tromantadine). Противовирусное средство для наружного применения. Активен в отношении вирусов Herpes simplex 1-го и 2-го типов, Herpes zoster. Ингибирует адсорбцию и проникновение вирусов внутрь клетки.
- Витагерпавак. Вакцина, содержащая специфические инактивированные антигены вирусов простого герпеса (ВПГ) Ι и ΙΙ серотипов, полученного путём репродукции в культуре перевиваемых клеток Vero B. Лечебный эффект герпетической вакцины связан со стимуляцией специфической реакции противовирусного иммунитета, усилением активности лимфоцитов больных, которая сохраняется в течение нескольких месяцев после окончания вакцинации.
- Индукторы интерферона (в сочетании с ацикловиром), как корректоры иммунитета в период развития иммунного ответа для эффективного завершения терапии, предотвращения хронизации процесса и рецидивов[15]

### Генотерапия
Обнадёживающие результаты продемонстрированы при лечении клеток линии Vero, а также животных от герпесвирусов типа 1 (вирус простого герпеса, HSV-1), типа 4 (вирус Эпштейна — Барр, EBV) и типа 5 (цитомегаловирус человека, HCMV) методом CRISPR/Cas9. Для некоторых участков их ДНК были созданы направляющие молекулы РНК, благодаря которым нуклеазы Cas9 способны распознавать их в геноме хозяина и разрезать. Эксперименты показали, что разрез в одном участке вирусной ДНК снижает число заражённых клеток примерно вдвое, а два разреза приводят к почти полному удалению вирусов.

### Исследования
Американские исследователи из университета Калифорнии в Сан-Франциско обнаружили один из механизмов, который вирус герпеса использует для размножения в клетках человека, и выяснили, каким образом его можно использовать в целях создания вакцины, сообщалось в статье журнала PNAS. Ной Варди и его коллеги раскрыли необычный механизм, который герпес и похожие на него патогены используют для запуска процесса саморазмножения в зараженных клетках, наблюдая за тем, как его ближайший родич, цитомегаловирус, «пробивается» через клеточные оборонительные системы, мешающие вирусам копировать себя.

## Возникновение рецидивов
Вирус, после подавления активной стадии, остается в нервных ганглиях, существует там латентно и довольно долго может никак не выдавать себя. На этой фазе новые вирусы не производятся. Причины рецидивов точно не установлены, но есть известные факторы, провоцирующие развитие и рецидивы вируса:
- изменения в иммунной системе женщин перед, после и во время месячных;
- инфекция ОРВИ, грипп и другие заболевания, сопровождающиеся высокой температурой;
- локальные повреждения в области губ или глаз;
- побочные эффекты лучевой терапии;
- сильный, холодный ветер;
- воздействие ультрафиолетового облучения.

При рецидивах уровень содержания антител класса IgG и IgM является повышенным.